# Pseudorthodes purpureobrunnea
Pseudorthodes purpureobrunnea là một loài bướm đêm trong họ Noctuidae.